# Téléportation

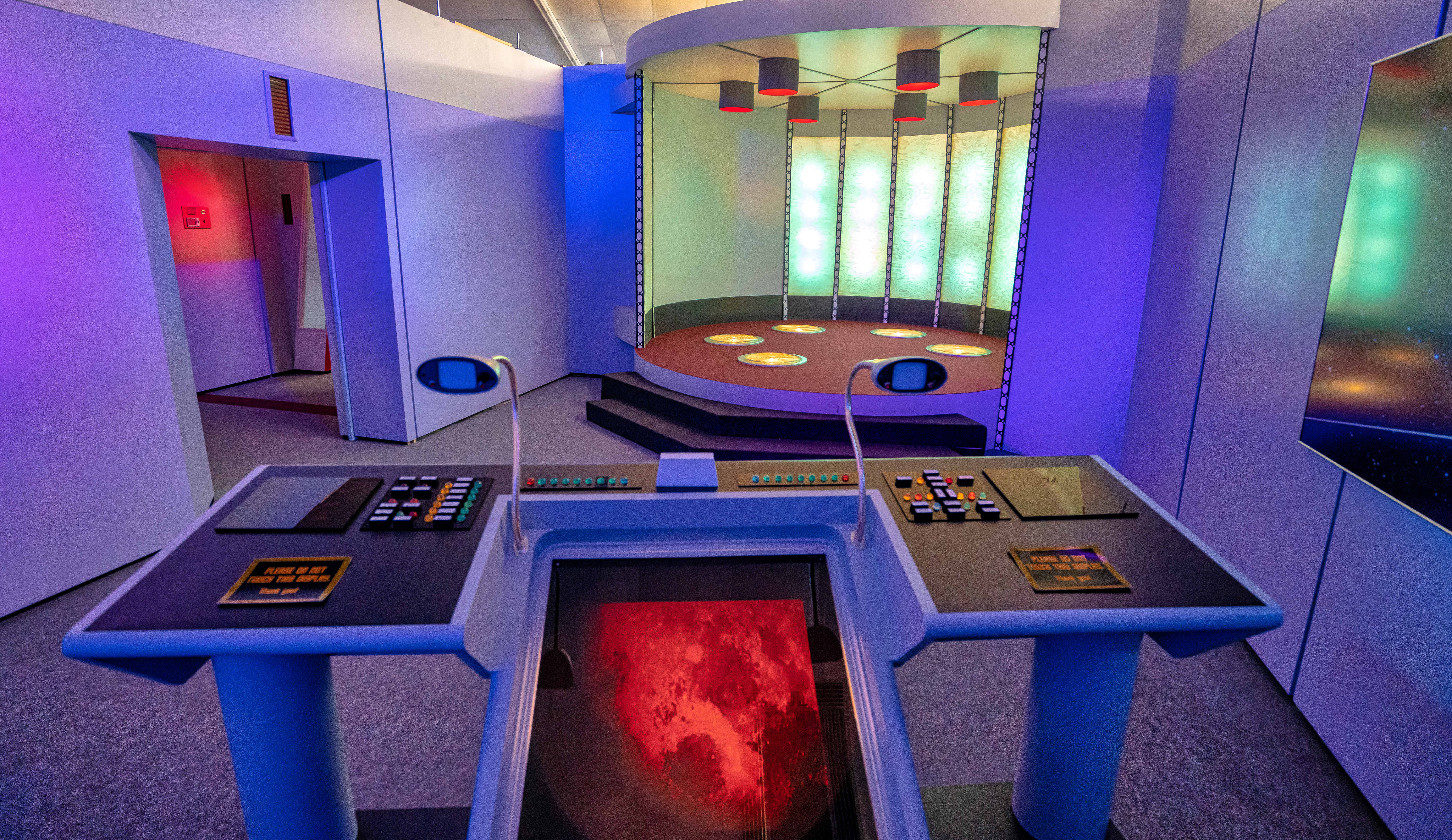
Décor de la salle de téléportation dans Star Trek

On nomme téléportation le transfert d'un corps dans l'espace sans parcours physique des points intermédiaires entre départ et arrivée.
Le thème a été traité tant en science-fiction qu'en physique ou en parapsychologie. C'est aussi un terme utilisé pour désigner des tours de prestidigitation.

## Origine du terme
L'utilisation du terme « teleport » pour décrire le mouvement hypothétique d'objets matériels entre un lieu et un autre sans franchir physiquement la distance entre eux a été documentée dès 1878,.
L'auteur américain Charles Hoy Fort est crédité pour avoir utilisé le premier en 1931 le terme « téléportation », pour décrire les étranges disparitions et les apparitions des « anomalies » qu'il a suggéré comme pouvant être reliées. Comme dans l'utilisation antérieure, il a accolé le préfixe grec tele (signifiant « distant ») à la racine du verbe latin portare (signifiant « porter »).
La première utilisation formelle du mot par Fort a eu lieu dans le deuxième chapitre de son livre de 1931, Lo! (en),.

## Historique

### Norbert Wiener
En 1964, dans un ouvrage de vulgarisation, God ; Golem, Inc, Norbert Wiener écrit[source insuffisante] : 

« […] il est conceptuellement envisageable de transmettre un être humain à travers une ligne télégraphique […]. Pour l'instant et peut-être pour toute la durée de l'espèce humaine, cette idée est impraticable mais elle n'est pas pour autant inconcevable[source insuffisante]. »

### Rapport Davis
En 2001, l’Armée de l’Air des États-Unis mandate le docteur Eric W. Davis pour une étude scientifique de la téléportation. Il soumet son rapport en août 2004.
Le rapport Davis fut très controversé, du fait de sa recommandation en faveur de recherches plus poussées sur la téléportation psychique :

« Un programme de recherche améliorant et développant, ou implémentant de nouvelles variations sur, les expériences de type chinois ou Uri Geller devraient être conduites afin de générer des phénomènes de Téléportation-p en laboratoire. »

— Rapport Davis, page 62.
Lors de son étude, Davis a identifié cinq concepts de téléportation, quatre d'entre eux faisant l'objet d'une étude approfondie dans une section dédiée de son rapport :
- Téléportation-sf (« sf » comme science-fiction) :

C'est « le transport désincarné de personnes ou d’objets inertes à travers l’espace par des moyens technologiques avancés (futuristes) ». Le rapport ne définit pas plus avant la téléportation-sf, et ne fait pas plus de commentaires que de l’écarter dans le cadre de l'étude.
- Téléportation-vm (« vm » comme métrique du vide) :

C'est « le transport de personnes ou d’objets inertes à travers l’espace en altérant les propriétés du vide ou en altérant la métrique (géométrie) de l’espace-temps ». Les techniques en jeu reposeraient sur des concepts hautement théoriques comme l'exploitation de l'énergie du point zéro, la déformation localisée de la courbure espace-temps en vue de la création d'un trou de ver et la modification de constantes telles la permittivité du vide et la vitesse de la lumière. Le rapport suggère de poursuivre les recherches théoriques et expérimentales qui vont dans ce sens.
- Téléportation-q (« q » comme quantique) :

C'est « le transport désincarné de l’état quantique d’un système et de ses corrélations à travers l’espace vers un autre système, où système signifie toute particule de matière ou d’énergie isolée ou groupée telles que les baryons (protons, neutrons, etc.), leptons (électrons, etc.), photons, atomes, ions, etc. » Dans cette section, le rapport décrit un procédé de même nature que celui envisagé pour les téléporteurs de la fiction Star Trek : analyse exhaustive de toutes les particules composant l'objet (ou l'être vivant) à transférer, dématérialisation de l'objet, transmission de la matière et des informations quantiques associées et enfin reconstitution de l'objet au point d'arrivée. La méthode inclut la téléportation quantique comme moyen de transport de l'information quantique (et uniquement celle-ci, pas la matière ou l'énergie) par le biais de l’intricat (intrication quantique). Le rapport conclut que, malgré l'avancement considérable de la science en matière de téléportation quantique, nous sommes encore très loin de pouvoir transférer des objets complexes, ne serait-ce que de simples cellules. Il propose d'approfondir les différentes recherches actuellement menées dans ce domaine.
- Téléportation-e (« e » comme exotique) :

C'est « le transport de personnes ou d’objets inertes via d'autres dimensions spatiales ou des univers parallèles ». Dans cette section, Davis passe rapidement en revue diverses théories (multivers, théorie des cordes et cosmologie branaire par exemple) suggérant d'autres dimensions que les quatre qui nous sont familières ou d'autres univers parallèles au nôtre. L'idée est d'utiliser ces autres univers ou dimensions comme raccourcis pour voyager rapidement entre deux points extrêmement distants de notre univers physique. Le rapport conclut que ces théories, quoique séduisantes, sont à tel point immatures qu'il est totalement prématuré de songer à une quelconque application réelle. Il recommande néanmoins les mêmes expérimentations que pour la téléportation-vm.
- Téléportation-p (« p » comme parapsychologique) :

C'est « le transport de personnes ou d’objets inanimés par des moyens paranormaux ». Le rapport Davis passe en revue des domaines connexes, telles la psychokinèse et de la vision à distance, qui ont déjà suscité l'intérêt de l'armée américaine au cours des dernières décennies. Il fait état des fraudes évidentes qui étaient fréquentes, il y a un siècle, mais aussi des résultats troublants obtenus récemment par des recherches militaires et civiles rigoureuses[réf. nécessaire]. Davis conclut que c'est un domaine qui suscite l'intérêt de nombreux militaires en raison de ses implications stratégiques et qu'il faudrait poursuivre les recherches dans cette direction.

### Téléportation quantique
En 2009, des chercheurs américains ont transféré de manière instantanée l'état quantique d'un atome d'ytterbium vers un autre situé à 1 m de lui. L'expérience précédente n'avait permis de « franchir » que quelques millimètres. C'est la seule téléportation qui ait été expérimentalement mise en œuvre. 
En 2017, la presse annonce que des physiciens chinois ont mis en place le projet Quess (Quantum Experiments at Space Scale, « Expériences quantiques à l'échelle spatiale »), aboutissant au record de distance de téléportation quantique avec un effet EPR (paradoxe EPR) via des paires de photons « intriqués » (intrication quantique) transmises par un satellite (le satellite Mozi, nommé en honneur d'un philosophe chinois célèbre). Cette expérience a permis de montrer qu'un effet EPR était toujours présent même si les photons intriqués étaient répartis entre deux villes, distantes d'environ 1 200 km, Delingha et Lijiang. Un mois plus tard, ils battent le record de la distance de téléportation, atteignant 1 400 km. Les états quantiques ont été téléportés entre des paires de photons distantes de 500 à 1 400 km, selon la position du satellite par rapport à la source de photons au sol, installée à Ngari, au Tibet. Personne avant eux n'avait réalisé une téléportation quantique du sol depuis l'espace.

## Cas des trous de ver
Les lois « actuelles » de la physique ne semblent pas s'opposer à ce que des trous de ver soient utilisés à des fins de téléportation dans l'espace (« téléportation-vm » dans le rapport Davis), au moins de flux de particules, si l'on trouve un moyen de les stabiliser pendant un temps suffisant[réf. nécessaire].
Cependant, rien de comparable au dispositif montré par exemple dans la série télévisée Stargate SG-1 (la Porte des étoiles) n'est  prévu pour autant. Les physiciens semblent plus intéressés à rechercher quelle loi physique à découvrir interdirait encore le voyage dans le temps, et s'il en existe une, car pour le moment aucune équation ne s'y oppose encore[réf. nécessaire].
Stephen Hawking suggérait qu'il pourrait exister un principe de limitation analogue à ce qu'est le second principe de la thermodynamique en physique classique[réf. nécessaire].

## Dans la culture populaire

### Littérature
- Dans les romans du Cycle du Ā (1945) d'A. E. van Vogt.
- Dans L'Anneau-Monde (1970) de Larry Niven.
- Dans Hypérion (1989) de Dan Simmons.
- Dans Jumper (1992) de Steven Gould.
- Dans Les Guerriers du silence (1993-1995), trilogie de Pierre Bordage.
- Dans L'Aube de la nuit (1996-1999) Dragon déchu (2001) et La Saga du Commonwealth (2004), de Peter F. Hamilton.
- Dans Harry Potter (1997-2007) (sous le nom de Transplanage).
- Dans les Prisonniers du temps (1999) de Michael Crichton.
- Dans Les univers multiples : Espace (2002) de Stephen Baxter.
- Dans Gardiens des Cités Perdues (2012) de Shannon Messenger
- Dans La Guerre des Ténèbres (2013) de Loïc Becquet.
- Dans Nouvelle Babel (2022) de Michel Bussi.

### Cinéma
- Dans La Mouche noire (1958) de Kurt Neumann
- Dans La Mouche (1986) de David Cronenberg
- Dans La Folle Histoire de l'espace (1987) de Mel Brooks
- Dans Stargate, la porte des étoiles (1994) de Roland Emmerich
- Dans Baby-Sitting Jack-Jack (2005) de Brad Bird (court-métrage tiré des Indestructibles)
- Dans Jumper (2008) de Doug Liman

### Séries télévisées
- Dans la série Doctor Who (1963), et tout au long de celle-ci on peut retrouver la téléportation, quelquefois sous le nom de « Transmat ».
- Dans la série Star Trek (1966), lorsque le vaisseau spatial Enterprise arrive à proximité d'une planète à visiter, les membres de l'équipage se dématérialisent pour se recomposer à sa surface, et inversement. Interrogé sur ce choix, le réalisateur de la série affirma que les techniques d'effets spéciaux de l'époque rendaient cela plus facile et moins coûteux que de faire atterrir la maquette de l'Enterprise de façon réaliste sur un paysage naturel, et que même une navette spatiale coûtait alors trop cher.[réf. souhaitée]

- Dans la série Buck Rogers au XXVe siècle (1979), les vaisseaux spatiaux peuvent se téléporter en empruntant des portails dédiés.
- Dans la série Babylon 5 (1993), les vaisseaux spatiaux peuvent aussi se téléporter en empruntant des portails dédiés.
- Dans la série Stargate SG-1 (1997), lors d'une des missions de SG-1, l'équipe rencontre les Asgards, une espèce très évoluée au niveau technologique et psychologique qui dispose d'un système de téléportation appelé téléporteur Asgard.
- Dans la série Les Simpson (saison 9, épisode 4, « Simpson Horror Show VIII », 1997).
- Dans la série Charmed (1998), les démons ainsi que les Êtres de lumière peuvent se téléporter.
- Dans la série Smallville (2001), Alicia Baker (saison 3, épisode 14 et saison 4, épisodes 11-12), avait la capacité de se téléporter.
- Dans la série American Horror Story: Coven (2013), la téléportation est l’une des sept merveilles que doit accomplir une jeune sorcière pour devenir suprême. Cette compétence est attribuée également à Madison Montgomery et Zoe Benson.
- Dans la série Les Thundermans (2014), Chloé possède le pouvoir de téléportation.
- Dans la série Umbrella Academy (2019), le personnage de « Numéro 5 » possède des pouvoirs de téléportation et de voyage temporel.

### Bandes dessinées et manga
- Dans les comic books de la maison d'édition Marvel Comics, les personnages de Diablo et de Lila Cheney sont notamment connus pour êtres des individus capables de se téléporter, à des échelles très différentes (Diablo se téléportant sur une distance de quelques kilomètres au maximum, et Lila Cheney se déplaçant sur des distances intersidérales).
- Dans Dragon Ball (1984) d'Akira Toriyama, le personnage de Son Goku est le premier à apprendre la téléportation (voir Techniques de Dragon Ball#Téléportation).
- Dans le manga Gantz (2000) de Hiroya Oku, la sphère téléporte les « joueurs » devant elle, pour leur donner leurs instructions, puis les téléporte sur le lieu de la mission.
- Dans Bokurano, notre enjeu (2004), Koemushi utilise la téléportation et en donne une explication détaillée dans le tome 6.
- Dans le mange Naruto, le personnage d'Obito Uchiwa maîtrise la technique du Kamui lui permettant de se téléreporter via un interstice dimensionnel.

### Jeux de rôle
- Un certain nombre de jeux de rôle fantastiques décrivent des univers de type multivers. Le transit par un plan d'existence tiers peut être un « raccourci » par rapport au monde matériel, donc une forme de téléportation. C'est par exemple le cas du voyage éthéré dans Donjons & Dragons ou Pathfinder. Les magiciens de Donjons & Dragons peuvent aussi se téléporter grâce à des sortilèges qu'ils peuvent inscrire dans leur grimoire de magie (notamment les sorts « Téléportation[12] » et « Téléportation sans erreur[13] »).
- Dans Mega, les personnages-joueurs, grâce à un pouvoir psychique, peuvent se téléporter entre deux balises, des tétraèdres, selon une procédure appelée le « transit ».
- Les magiciens de Rifts disposent aussi de sorts de téléportation.

### Jeux vidéo
- Doom (1993)
- Worms (1995)
- Half-Life (1998)
- The Elder Scrolls III: Morrowind (2002)
- World of Warcraft (2004)
- Half-Life 2 (2004)
- Portal (2007)
- Minecraft (2009)
- Call of Duty: Black Ops (2010)
- Portal 2 (2011)
- No Man's Sky (2016)
- Fortnite (2017)

### Prestidigitation
Parmi les différentes techniques utilisées par les prestidigitateurs, la « téléportation » est parfois effectuée par l'usage de la gémellité : une jumelle se cache dans la case « départ », et une autre se découvre dans la case « arrivée »[réf. nécessaire].
On trouve un exemple de cette technique dans le roman Le Prestige de Christopher Priest. Ce livre fait également allusion aux techniques telles que décrites plus haut concernant la « copie » de la matière et fait quelques associations remodelées du travail de l'ingénieur serbe Nikola Tesla.
Les numéros dits de téléportation peuvent donner lieu à plusieurs illusions successives. Le Livre Guinness des records a validé en 2012 un record du monde effectué par le Chinois Lee Hang Chai, avec sept « téléportations » en une minute.